# Еллі Блек
Елзабет Енн "Еллі" Блек (англ. Elsabeth Ann "Ellie" Black, нар. 8 вересня 1995, Галіфакс, Нова Шотландія) — канадська гімнастка. Учасниця Олімпійських ігор. Призерка чемпіонату світу, переможниця та призерка Панамериканських ігор та Універсіад.

## Біографія
Народилась Галіфаксі, Нова Шотландія, в родині Томаса та Катаріни Блек. Старша сестра Карен займалась фігурним катанням, молодший брат Вільям є чемпіоном Канади в опорному стрибку 2016 року.
Вивчає кінезіологію в Університеті Делхаузі.
Є послом неприбуткової організації "FAST AND FEMALE", яка стимулює реалізацію в спорті дівчат віком 8-18 років в Канаді, США та Австралії.

## Спортивна кар'єра
З шести років відвідувала секції спортивної гімнастики та фігурного катання, з дев'яти років сфокусувалась на спортивній гімнастиці.

#### 2016
На Олімпійські ігри 2016 в Ріо-де-Жанейро, Бразилія, в багатоборстві стала п'ятою.

#### 2017
На чемпіонаті світу, що проходив у жовтні в Монреалі, здобула історичну для Канади срібну нагороду в багатоборстві.

#### 2018
В Досі, Катар, на чемпіонаті світу в команді посіла четверте місце, в багатоборстві була дванадцятою, в опорному стрибку - сьомою, а на колоді - п'ятою.

#### 2019
На Панамериканських іграх в Лімі здобула перемоги в багатоборстві та опорному стрибку, срібло - в командній першості та у вправі на колоді та бронзу - на різновисоких брусах. За значний внесок в командну медальну скарбничку стала прапороносцем збірної Канади на церемонії закриття ігор.
На чемпіонаті світу 2019 року у командному фіналі разом з Бруклін Мурс, Шелон Олсен, Вікторією Ву та Енн-Марі Падурару посіли сьоме місце, що дозволило здобули командну олімпійську ліцензію на Літні Олімпійські ігри 2020 у Токіо, Японія. В фіналі багатоборства, в якому посіла п'яте місце, під час виконання опорного стрибка на приземленні отримала важку травму ноги. Через розрив зв'язок голеностопу та необхідність оперативного втручання з фіналу колоди змушена була знятися.

#### 2020
Через п'ять місяців після операції на голеностопі повернулась до змагань та посіла п'яте місце на Кубку Америки зі спортивної гімнастики 2020.

## Результати на турнірах
| Рік  | Змагання                            | КБ | ІБ | Опорний стрибок | Різновисокі бруси | Колода | Вільні вправи |
| ---- | ----------------------------------- | -- | -- | --------------- | ----------------- | ------ | ------------- |
| 2012 | Олімпійські ігри                    | 5  |    | 8               |                   |        |               |
| 2013 | Універсіада                         |    | 4  | 4               |                   | 3      | 2             |
| 2013 | Чемпіонат світу                     |    | 13 |                 |                   |        | 8             |
| 2014 | Чемпіонат світу                     |    | 9  |                 |                   | 7      |               |
| 2015 | Панамериканські ігри                | 2  | 1  | 3               |                   | 1      | 1             |
| 2015 | Чемпіонат світу                     | 6  | 7  |                 |                   | 7      |               |
| 2016 | Олімпійські ігри                    | 9  | 5  |                 |                   |        |               |
| 2017 | Універсіада                         | 2  | 3  | 4               | 3                 | 1      | 4             |
| 2017 | Чемпіонат світу                     |    | 2  | 4               |                   | 8      | 7             |
| 2018 | Чемпіонат світу                     | 4  | 12 | 7               |                   | 5      |               |
| 2019 | Панамериканські ігри                | 2  | 1  | 1               | 3                 | 2      | 4             |
| 2019 | Чемпіонат світу                     | 7  | 4  |                 |                   | WD     |               |
| 2020 | American Cup                        |    | 5  |                 |                   |        |               |
| 2021 | Канадське технічне випробовування 1 |    | 1  |                 | 1                 |        | 2             |
| 2021 | Олімпійські ігри                    |    |    |                 |                   | 4      |               |
| 2024 | Олімпійські ігри                    | 5  | 6  | 6               |                   |        |               |